# دیتشانی
دیتشانی (به چکی: Děčany) یک منطقهٔ مسکونی در جمهوری چک است که در ناحیه لیتومیریتسه واقع شده‌است. دیتشانی ۱۲٫۳۹ کیلومتر مربع مساحت و ۳۶۹ نفر جمعیت دارد و ۲۲۴ متر بالاتر از سطح دریا واقع شده‌است.